# Худ (пророк)
Вижте пояснителната страница за други личности с името Худ.
Худ, (приблизително 2500 – 2200 Пр. н.е.), (Арабски: هود) е ислямски пророк. Единадесетата сура в Корана носи неговото име, въпреки че за Худ не се говори много в сурата. Някои мюсюлмани вярват, че Худ е живял 150 години и получил откровения и пророчеството към 2400 година преди новата ера.

## Историята на Худ
Според Корана, Худ е бил изпратен като предупредител за народа на 'Ад (عاد). Предполага се, че открития град Убар, споменат в Корана като Ирам, е бил главния град на народа на 'Ад.
Въпреки че в Корана не се споменава колко време след Нух (Ной) е бил изпратен Худ, според ислямската традиция, той се родил пет поколения след Нух. По негово време хората напълно били забравили Потопа и били започнали да боготворят каменни идоли. Въпреки предупрежденията на Худ, народът му упорствал в идолопоклонничеството. За да ги накаже, Аллах им изпратил суша. Но дори и след сушата хората не отстъпили и тогава Аллах ги унищожил по време на голяма буря, а Худ и малкото вярващи били спасени.